# Isaksö
Isaksö is een gehucht binnen de Ålandse gemeente Geta. De naam van het dorp verwijst naar een geschiedenis als apart eiland (ö), maar dat eiland is vergroeid met twee andere plaatselijke ex-eilanden Västerön en Osterön (west- en oosteiland). Isaksö bestaat uit een aantal los van elkaar staande gebouwen. Het dorpje ligt aan een doodlopende aftakking van de enige weg op genoemde eilanden tussen Hallö en Andersö.
Isaksö is voornamelijk bekend uit een Noordse mythologie. De Engelse prinses Signhild werd door haar ouders uitgehuwelijkt aan een Noorse prins. Eenmaal aangekomen met bedienden en haar paard bleek die prins al overleden te zijn. Signhild had in Noorwegen niets en wilde ook niet meer naar huis. Zij begon aan een tocht om de Noordse volken te bekeren tot het Christendom. Ze leed schipbreuk bij de Åland-eilanden en kwam met haar paard aan land nabij Isaksö. Deze mythe werd in 2008 nog herdacht door een serie postzegels van de eilandgroep.
Inkomsten verkrijgt men voornamelijk uit het verhuren van vissershuisjes en –cabines, die hier verspreid over een relatief groot oppervlak liggen.   